# José María Jaurrieta
El coronel José María Jaurrieta fue un militar mexicano que fue Jefe político de Paso del Norte y además participó en la Revolución mexicana. Fue coronel de las fuerzas villistas y escribió, junto con otros autores el libro Con Villa (1916-1920), memorias de campaña. La canción de "La tumba de Villa" hace referencia al letrero que se encuentra en la tumba de Francisco Villa con el nombre de Jaurrieta y la frase "estoy presente mi general", como se puede ver en los siguientes versos de la canción: "Solo uno fue... que no ha olvidado, y a su sepulcro su oración fue a murmurar, amigo fiel y buen soldado, grabó en su tumba estoy presente general."